# Списак суверених држава и зависних територија у Африци
Ово је списак суверених држава и зависних територија у Африци. Она укључује међународно признате државе, државе са ограниченим признањем, као и територије које припадају другим афричким и неафричким државама. Листа садржи 54 суверене држава и 10 зависних територија.
Малта и делови Француске, Италије, Португала и Шпаније налазе се на Афричкој континенталној плочи. Неки од њих су знатно ближе Африци него континенталној Европи, али политички се сматрају делом Европе. Слично томе, острво Сокотра се такође налази на Афричком платоу и много је ближе Африци, али је политички део азијске државе Јемен. Египат, без обзира на део територије који прелази у Азију преко Синајског полуострва, је афричка држава.

## Независне државе

### Признате државе
Следећих 54 потпуности признатих држава су чланице Уједињених нација и Афричке уније.
| * | = Чланство у Афричкој унији суспендовано |

| Застава | Мапа | Скраћени назив државе       | Пун назив државе                          | Главни град                                                             | Број становника[a][b] | Површина[a][b] |
| ------- | ---- | --------------------------- | ----------------------------------------- | ----------------------------------------------------------------------- | --------------------- | --- |
|         |      | Алжир                       | Народна Демократска Република Алжир       | Алжир                                                                   | 42.008.054            | 2.381.740 km² |
|         |      | Ангола                      | Република Ангола                          | Луанда                                                                  | 30.774.205            | 1.246.700 km² |
|         |      | Бенин                       | Република Бенин                           | Порто Ново                                                              | 11.485.674            | 112.622 km² |
|         |      | Боцвана                     | Република Боцвана                         | Габороне                                                                | 2.333.201             | 581.726 km² |
|         |      | Буркина Фасо                | Буркина Фасо                              | Уагадугу                                                                | 19.751.651            | 274.000 km² |
|         |      | Бурунди                     | Република Бурунди                         | Буџумбура                                                               | 11.216.450            | 27.830 km² |
|         |      | Камерун                     | Република Камерун                         | Јаунде                                                                  | 24.678.234            | 475.442 km² |
|         |      | Зеленортска Острва          | Република Зеленортска Острва              | Праја                                                                   | 553.335               | 4.033 km² |
|         |      | Централноафричка Република* | Централноафричка Република                | Банги                                                                   | 4.737.423             | 622.984 km² |
|         |      | Чад                         | Република Чад                             | Нџамена                                                                 | 15.353.184            | 1.284.000 km² |
|         |      | Комори                      | Савез Комора                              | Морони                                                                  | 832.347               | 2.235 km² |
|         |      | ДР Конго                    | Демократска Република Конго               | Киншаса                                                                 | 84.004.989            | 2.344.858 km² |
|         |      | Република Конго             | Република Конго                           | Бразавил                                                                | 5.399.895             | 342.000 km² |
|         |      | Џибути                      | Република Џибути                          | Џибути                                                                  | 971.408               | 23.200 km² |
|         |      | Египат                      | Арапска Република Египат                  | Каиро                                                                   | 99.375.741            | 1.001.449 km² |
|         |      | Екваторијална Гвинеја       | Република Екваторијална Гвинеја           | Малабо                                                                  | 1.313.894             | 28.051 km² |
|         |      | Еритреја                    | Држава Еритреја                           | Асмара                                                                  | 5.187.948             | 117.600 km² |
|         |      | Етиопија                    | Савезна Демократска Република Етиопија    | Адис Абеба                                                              | 107.534.882           | 1.104.300 km² |
|         |      | Габон                       | Габонска Република                        | Либервил                                                                | 2.067.561             | 267.668 km² |
|         |      | Гамбија                     | Република Гамбија                         | Банџул                                                                  | 2.163.765             | 10.380 km² |
|         |      | Гана                        | Република Гана                            | Акра                                                                    | 29.463.643            | 238.534 km² |
|         |      | Гвинеја                     | Република Гвинеја                         | Конакри                                                                 | 13.052.608            | 245.857 km² |
|         |      | Гвинеја Бисао               | Република Гвинеја Бисао                   | Бисао                                                                   | 1.907.268             | 36.125 km² |
|         |      | Обала Слоноваче             | Република Обала Слоноваче                 | Јамусукро                                                               | 24.905.843            | 322.460 km² |
|         |      | Кенија                      | Република Кенија                          | Најроби                                                                 | 50.950.879            | 580.367 km² |
|         |      | Лесото                      | Краљевина Лесото                          | Масеру                                                                  | 2.263.010             | 30.355 km² |
|         |      | Либерија                    | Република Либерија                        | Монровија                                                               | 4.853.516             | 111.369 km² |
|         |      | Либија                      | Држава Либија                             | Триполи                                                                 | 6.470.956             | 1.759.540 km² |
|         |      | Мадагаскар                  | Република Мадагаскар                      | Антананариво                                                            | 26.262.810            | 587.041 km² |
|         |      | Малави                      | Република Малави                          | Лилонгве                                                                | 19.164.728            | 118.484 km² |
|         |      | Мали                        | Република Мали                            | Бамако                                                                  | 19.107.706            | 1.240.192 km² |
|         |      | Мауританија                 | Исламска Република Мауританија            | Нуакшот                                                                 | 4.540.068             | 1.030.700 km² |
|         |      | Маурицијус                  | Република Маурицијус                      | Порт Луј                                                                | 1.268.315             | 2.040 km² |
|         |      | Мароко                      | Краљевина Мароко                          | Рабат                                                                   | 36.191.805            | 446.550 km² без спорних територија; 710.850 km² са територијом Западне Сахаре под мароканском управом (територију потражује Сахарска Арапска Демократска Република). |
|         |      | Мозамбик                    | Република Мозамбик                        | Мапуто                                                                  | 30.528.673            | 801.590 km² |
|         |      | Намибија                    | Република Намибија                        | Виндхук                                                                 | 2.587.801             | 825.418 km² |
|         |      | Нигер                       | Република Нигер                           | Нијамеј                                                                 | 22.311.375            | 1.267.000 km² |
|         |      | Нигерија                    | Савезна Република Нигерија                | Абуџа                                                                   | 195.875.237           | 923.768 km² |
|         |      | Руанда                      | Република Руанда                          | Кигали                                                                  | 12.501.156            | 26.798 km² |
|         |      | Сао Томе и Принципе         | Демократска Република Сао Томе и Принципе | Сао Томе                                                                | 208.818               | 964 km² |
|         |      | Сенегал                     | Република Сенегал                         | Дакар                                                                   | 16.294.270            | 196.723 km² |
|         |      | Сејшели                     | Република Сејшели                         | Викторија                                                               | 95.235                | 451 km² |
|         |      | Сијера Леоне                | Република Сијера Леоне                    | Фритаун                                                                 | 7.719.729             | 71.740 km² |
|         |      | Сомалија                    | Савезна Република Сомалија                | Могадиш                                                                 | 15.181.925            | 637.657 km² |
|         |      | Јужна Африка                | Јужноафричка Република                    | Блумфонтејн (судска власт), Кејптаун (законодавна), Преторија (извршна) | 57.398.421            | 1.221.037 km² |
|         |      | Јужни Судан                 | Република Јужни Судан                     | Џуба                                                                    | 12.919.053            | 644.329 km² |
|         |      | Судан                       | Република Судан                           | Картум                                                                  | 41.511.526            | 1.861.484 km² |
|         |      | Есватини                    | Краљевина Есватини                        | Лобамба (седиште монарха и законодавство) Мбанане (администрација)      | 1.391.385             | 17.364 km² |
|         |      | Танзанија                   | Уједињена Република Танзанија             | Додома (званично) Дар ес Салам (де факто)                               | 59.091.392            | 945.203 km² |
|         |      | Того                        | Тоголешка Република                       | Ломе                                                                    | 7.990.926             | 56.785 km² |
|         |      | Тунис                       | Тунишанска Република                      | Тунис                                                                   | 11.659.174            | 163.610 km² |
|         |      | Уганда                      | Република Уганда                          | Кампала                                                                 | 44.270.563            | 236.040 km² |
|         |      | Замбија                     | Република Замбија                         | Лусака                                                                  | 17.609.178            | 752.614 km² |
|         |      | Зимбабве                    | Република Зимбабве                        | Хараре                                                                  | 16.913.261            | 390.757 km² |

### Непризнате државе
Државе које следе су успостављене у Африци као независне, али су остале без званичног признања и нису чланице Уједињених нација. Сахарска Арапска Демократска Република је, међутим, чланица Афричке уније.
| Застава | Мапа | Скраћени назив државе | Пун назив државе                       | Статус | Главни град | Број становника | Површина    |
| ------- | ---- | --------------------- | -------------------------------------- | --- | ----------- | --------------- | ----------- |
|         |      | Сахарска Република    | Сахарска Арапска Демократска Република | Мароко је сматра својом најјужнијом провинцијом. Призната од стране Афричке уније и 47 држава чланица УН. | Ел Ајун     | 266.000         | 267.405 km² |
|         |      | Сомалиленд            | Република Сомалиленд                   | Држава у оквиру федералних региона Сомалије. Не признаје је ниједна држава чланица УН.                    | Харгеиса    | 4.000.000       | 137.600 km² |

## Несуверене територије
Тренутно постоји десет зависних територија у Африци. Све територије се налазе на обалама континента или су острва.

### Зависне територије
Списак садржи територије којима се политички управља као спољним територијама државе.
| Застава | Мапа | Скраћени назив територије                | Пун назив територије                     | Статус                            | Главни град | Број становника           | Површина  |
| ------- | ---- | ---------------------------------------- | ---------------------------------------- | --------------------------------- | ----------- | ------------------------- | --------- |
|         |      | Француске јужне и антарктичке земље      | Француске јужне и антарктичке земље      | Француска прекоморска територија. | Сен Пјер    | Нема сталног становништва | 3.860 km² |
|         |      | Света Јелена, Асенсион и Тристан да Куња | Света Јелена, Асенсион и Тристан да Куња | Британска прекоморска територија  | Џејмстаун   | 5.661                     | 420 km²   |

### Друга подручја
Овај списак садржи територије којима се управља као инкорпорираним деловима неафричке државе.
| Застава | Мапа | Скраћени назив територије | Пун назив територије        | Статус                          | Главни град                                          | Број становника | Површина  |
| ------- | ---- | ------------------------- | --------------------------- | ------------------------------- | ---------------------------------------------------- | --------------- | --------- |
|         |      | Канарска Острва           | Канарска Острва             | Шпанска аутономна покрајина     | Санта Круз де Тенерифе и Лас Палмас де Гран Канарија | 2.205.247       | 7.447 km² |
|         |      | Сеута                     | Аутономни град Сеута        | Шпански аутономни град          | Сеута                                                | 76.861          | 28 km²    |
|         |      | Мадеира                   | Аутономни регион Мадеира    | Португалски аутономни регион    | Фуншал                                               | 267.785         | 828 km²   |
|         |      | Мајот                     | Департман Мајот             | Француски прекоморски департман | Мамудзу                                              | 186.452         | 374 km²   |
|         |      | Мелиља                    | Аутономни град Мелиља       | Шпански аутономни град          | Мелиља                                               | 72.000          | 20 km²    |
|         |      | Места суверенитета        | Шпанске суверене територије | Шпанске прекоморске територије  | нема                                                 | 74              | 0,59 km²  |
|         |      | Реинион                   | Реинион острво              | Француски прекоморски регион    | Сен Дени                                             | 793.000         | 2.512 km² |
|         |      | Пелагијска острва         | Пелагијска острва           | Италијанска територија          | Лампедуза и Линоза                                   | 6.304           | 214 km²   |